# AOC Médoc
Médoc es una AOC de vino en la región vinícola de Burdeos en el suroeste de Francia, en la orilla izquierda del estuario de la Gironda que cubre la sección septentrional de la franca vitícola a lo largo de la península de Médoc. La zona recibe a veces el nombre de Bas-Médoc ("Bajo Médoc"), aunque este término no se permite en las etiquetas. Con pocas excepciones solo se produce vino tinto, y ningún vino blanco tiene derecho a llamarse Médoc.
El término Médoc se usa a menudo en un sentido geográfico para referirse a la totalidad de la orilla izquierda, y como se definió por el decreto original del Institut National des Appellations d'Origine (INAO) de 14 de noviembre de 1936, la denominación puede aplicarse a todo el vino producido en la zona prescrita de la península pero esto es una práctica rara en fincas dentro de la sub-denominación de Médoc puesto que se percibe un prestigio inferior. De manera efectiva abarca el tercio norte de la península de Médoc, definido por una frontera que va desde Saint-Yzans y Saint-Germain-d'Esteuil (en el borde septentrional de la AOC Haut-Médoc y AOC Saint-Estèphe) en el sur, a Soulac-sur-Mer en el norte, aunque la actividad vitícola acaba cerca de Vensac. En dieciséis municipios se produce vino exclusivamente Médoc, y Bégadan, Saint-Christoly, Ordonnac, Saint-Yzans y Saint-Germain-d'Esteuil han disfrutado históricamente de una reputación del mismo nivel que el septentrional Haut-Médoc.
Tiene las siguientes subregiones:AOC Haut-Médoc, AOC Margaux, AOC Listrac-Médoc, AOC Moulis-en-Médoc, AOC Saint-Julien, AOC Pauillac y AOC Saint-Estèphe.
Las variedades usadas son: Cabernet Sauvignon, Merlot, Petit Verdot, Malbec, Cabernet Franc y Carménère. Produce unas 38,700.000 botellas Hoy en día es una zona predominantemente de cooperativas, y ninguna de las fincas se incluyeron en la Clasificación Oficial del Vino de Burdeos de 1855, aunque algunos se han incluido en la clasificación Cru Bourgeois.

## AOC Médoc
El área cubre alrededor de 5.700 hectáreas de viñedos declarados, lo que constituye un 34,5 % del total de Médoc, produciendo anualmente una media de 300.000 hectolitros de vino.
Los suelos son grava del Garona, de los Pirineos y piedra caliza arcillosa con una variación de carácter extremada. Hay frecuentes áreas de suelos que retienen la humedad, ricos en arcilla, pesados, más adecuados para el cultivo de la uva merlot que cabernet sauvignon, y viñedos menos densos más al sur, entremezclados con otras formas de agricultura.
De las variedades de uva permitidas por el INAO en el Médoc, 50% de la zona agrícola está plantada con cabernet sauvignon y merlot, y en menor medida petit verdot y malbec (llamada localmente "Cot"). También se permite dentro de las normas de la AOC las variedades cabernet franc y carménère.
Las normas de la INAO exigen una serie de requisitos, entre ellos máxima cosecha base de 50 hectolitros por hectárea, y un mínimo de graduación alcohólica de 10%.

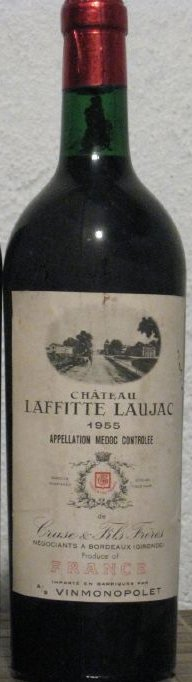
Una botella de una finca dentro de la AOC Médoc, en este caso Château Laffitte Laujac.

Las normas también excluyen actividad vitícola en los municipios de Carcans, Hourtin, Brach, Salaunes, Lacanau, Le Temple, Le Porge, y en "tierra de aluvión reciente y arena que queda en subsuelos impermeables".

### Fincas
De las 584 propiedades vitícolas de Haut-Médoc, 239 son bodegas independientes y 345 son cooperativas vinícolas. Cuatro de cada cinco cooperativas pertenecen al grupo Unimédoc que asegura el envejecimiento, embotellado y la comercialización.
| Château de By                | Château La Cardonne       | Château Castéra              |
| Château La Clare             | Château Greysac           | Château Laujac               |
| Château Livran               | Château Loudenne          | Château de Monthil           |
| Château les Ormes-Sorbet     | Château Patache-d'Aux     | Château Potensac             |
| Château Plagnac              | Château Preuillac         | Château Saint-Bonnet         |
| Château Saint-Saturnin       | Château Sestignan         | Château Sigognac             |
| Château La Tour de By        | Château Le Tertre-Caussan | Château La Tour Haut-Caussan |
| Château La Tour-Saint-Bonnet | Château La Valière        | Vieux Château Landon         |